# Onomatopea
L'onomatopea (talvolta anche onomatopeia) è una figura retorica che riproduce, attraverso i suoni linguistici di una determinata lingua, il rumore o il suono associato a un oggetto o a un soggetto a cui si vuole fare riferimento, mediante un procedimento iconico tipico del fonosimbolismo.

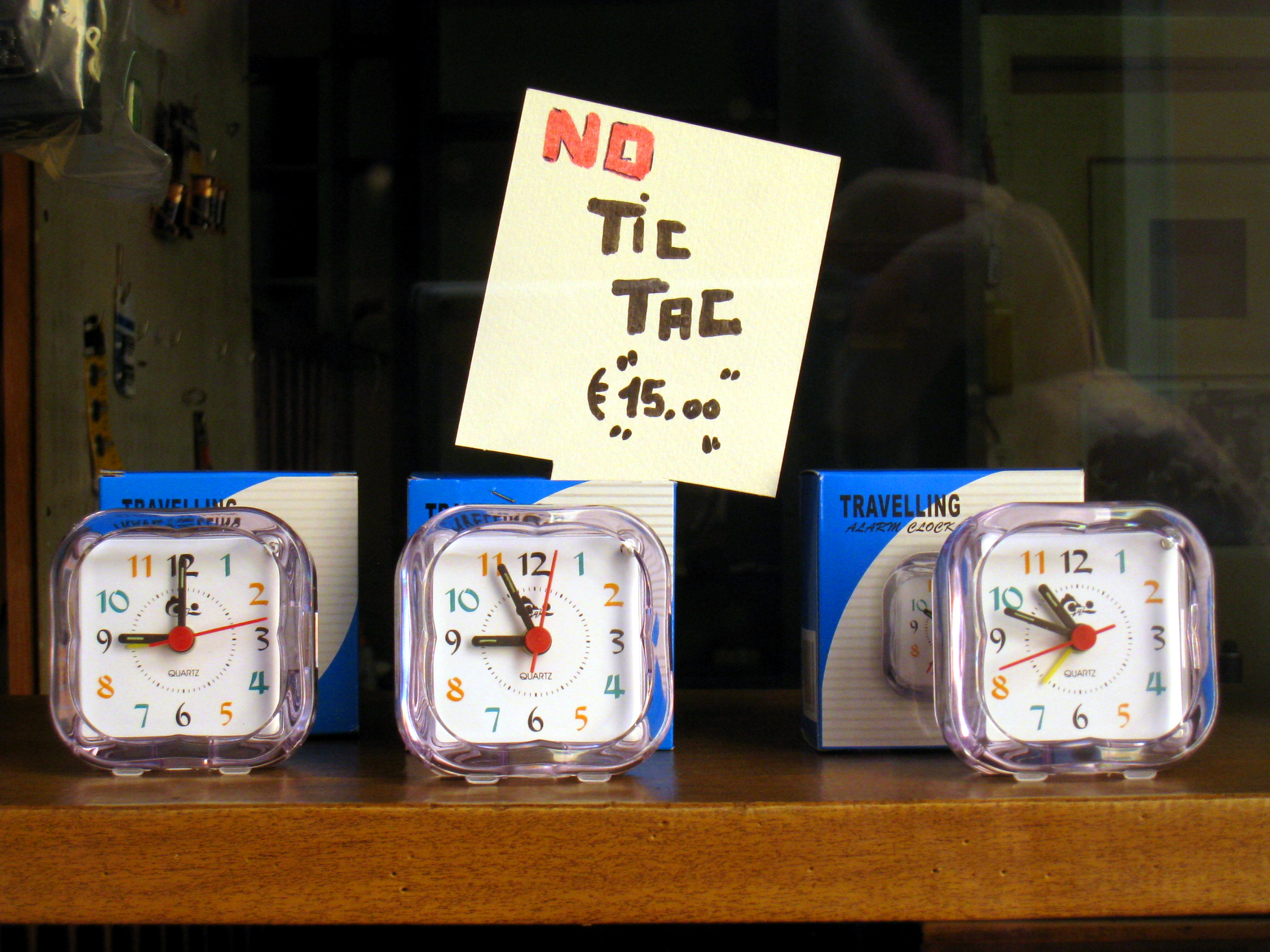
No tic tac

Ne sono esempi gracchiare, strisciare, bisbiglio, rimbombo, ecc. e alcuni versi di animali diventati parole, come il bau bau del cane, il miao o mao del gatto, il pio pio del pulcino.

## Onomatopee e trascrizioni foniche
L'onomatopea (come indicato dall'etimologia del termine: "creazione di nome") è una parola all'interno di un sistema linguistico, e come tale composta da un significante e un significato (nella terminologia del linguista svizzero Ferdinand de Saussure). Il rimando al referente viene mediato solitamente dal significato (come nel triangolo semiotico di Ogden e Richards); se tale mediazione è assente, non si tratta di una parola della lingua ma di una sorta di trascrizione del suono: tale significante rimanda immediatamente al referente (in questo caso il suono). Tale trascrizione fonica di un qualsivoglia rumore, che viene comunque codificata attraverso i fonemi di un sistema linguistico, è riportata correttamente in corsivo o tra virgolette e viene registrata dai dizionari come "voce imitativa" o "interiezione".
Si distinguono onomatopee primarie e onomatopee secondarie. Le prime sono parole che hanno la funzione di evocare l'impressione di un suono e non sono portatrici di un significato; sono così onomatopee del genere quelle che imitano il verso di un animale, come muuuu o miaoooo, oppure particolari suoni umani come brrr o etciù, ma anche rumori tipici di oggetti o di azioni, come il perepepé della trombetta o il bum della deflagrazione. Deriverebbero poi solitamente da queste, o indirettamente attraverso un processo onomatopeico, delle onomatopee secondarie, o "artificiali", che sono invece parole portatrici di un particolare significato, come è il caso di termini che indicano il manifestarsi di un suono: miagolare, abbaiare, ronzare, fruscio, ticchettio, trambusto, rimbombare ecc.

## Ruolo nelle lingue
Le onomatopee più comuni tendono a consolidarsi in una lingua, talvolta venendo registrate dai dizionari, e acquisendo anche una forma scritta ben precisa e più o meno riconoscibile da tutti i parlanti; le onomatopee variano da lingua a lingua anche di molto, pur prendendo spunto dal medesimo suono.
Le onomatopee cercano di imitare suoni esistenti, ma in base a impressioni che variano a seconda dei parlanti in diversi sistemi linguistici. All'onomatopea italiana chicchirichì corrisponde l'inglese cock-a-doo-dle-doo; a bau bau il tedesco wau wau. Per questo le onomatopee si basano su convenzioni arbitrarie.

## Ruolo nella letteratura
Uno dei primi esempi di onomatopea in letteratura, nonché l'unico dell'epica antica, lo ritroviamo in un verso degli Annales di Ennio.
(Quinto Ennio, Annales)
Per il loro valore evocativo le onomatopee hanno particolare rilievo nella poesia. Emblematica La pioggia nel pineto di Gabriele D'Annunzio, in cui le onomatopee si uniscono al ritmo per creare uno speciale effetto estetico; ricche di onomatopee le opere di Giovanni Pascoli di cui si vedano per esempio i seguenti due versi tratti dalla poesia Valentino: "e le galline cantavano, Un cocco! / ecco ecco un cocco un cocco per te!".
Di diversa considerazione la produzione di Filippo Tommaso Marinetti e dei Futuristi: Marinetti scriveva infatti nel 1914:
oppure l'uso di trascrizioni foniche da parte di Aldo Palazzeschi ne La fontana malata:
Il prestigio dei grandi letterati fa sì che alcune trascrizioni di suoni divengano poi parole onomatopeiche. Si veda la stanza centrale della poesia L'assiuolo di Pascoli:
Mentre il termine "fru fru" è parola alternativa per "frusciare", preferita per evidenti ragioni allitterative, il verso dell'assiuolo viene scritto dall'autore in corsivo e ne riproduce l'effetto sonoro. Tuttavia la fama del poeta ha fatto sì che il termine "chiù" indichi oggi correntemente il verso dell'assiuolo, come parola della lingua italiana (si noti però che in alcuni dialetti fra cui il toscano la parola "chiù" indicava già allora non tanto il verso quanto l'animale stesso).
Inoltre, quanto a trascrizioni sonore in letteratura, Frritt-Flacc è il titolo di un breve racconto di Jules Verne, che riproduce i suoni del vento e della pioggia, come egli stesso spiega all'inizio dell'opera:

## Nei fumetti
Per ultimo si veda la particolarità offerta dal fumetto, nel quale le onomatopee vengono inserite allo scopo di aumentare la partecipazione empatica del lettore e nel quale vengono usati spesso termini provenienti dalla lingua inglese come crash o gulp che ritornano ad avere il ruolo di suoni, con dinamica invertita rispetto al processo onomatopeico. Per un lettore di lingua diversa si tratta di semplici trascrizioni sonore, anche se ormai codificate dal genere.